# Amegilla custos
Amegilla custos är en biart som först beskrevs av Dalla Torre 1896.  Amegilla custos ingår i släktet Amegilla och familjen långtungebin. Inga underarter finns listade i Catalogue of Life.